# Cardiocondyla koshewnikovi
Cardiocondyla koshewnikovi är en myrart som beskrevs av Mikhail Dmitrievich Ruzsky 1902. Cardiocondyla koshewnikovi ingår i släktet Cardiocondyla och familjen myror. Inga underarter finns listade.